# Euproctis panda
Euproctis panda är en fjärilsart som beskrevs av Collenette 1938. Euproctis panda ingår i släktet Euproctis och familjen tofsspinnare. Inga underarter finns listade i Catalogue of Life.